# Burria longelaminata
Burria longelaminata is een wandelende tak uit de familie Bacillidae. De wetenschappelijke naam van deze soort is voor het eerst voorgesteld als Paraclonaria longelaminata door Johann Anton von Schulthess Rechberg in een publicatie uit 1898.
De soort komt voor in Somalië.